# Убийство Юк Ён Су
Убийство первой леди Республики Корея Юк Ён Су произошло 15 августа 1974 года в районе Чханчхун-дон, Сеул, во время празднования 29-го Дня освобождения. Во время выступления президента Пак Чон Хи, который был настоящей целью стрелка, на церемонии по случаю празднования, кореец-дзайнити по имени Мун Се Гван совершил нападение с огнестрельным оружием, в результате чего супруга президента Республики Корея, Юк Ён Су, была ранена в голову и скончалась.

## Исторический контекст

### Восстановление дипломатических отношений c Японией
После военного переворота 16 мая 1961 года, в результате которого к власти пришел генерал Пак Чон Хи, он основал Демократическую республиканскую партию и начал подготовку к восстановлению демократического правления. В 1962 году была изменена Конституция Республики Корея, что позволило установить президентскую систему правления с прямыми выборами президента. В 1963 году он был избран президентом Республики Корея на прямых выборах, а 17 декабря того же года вступил в должность. Одной из ключевых внешнеполитических целей правительства Пака было восстановление дипломатических отношений с Японией и нормализация южнокорейско-японских отношений.
В марте 1964 года стало известно о планах правительства по заключению мирного договора с Японией, что вызвало массовые протесты по всей стране, известные как «Движение Сопротивления 3 июня». Пак Чон Хи в ответ ввел военное положение и жесткие меры подавления протестов. Несмотря на сопротивление, переговоры продолжались, и 22 июня 1965 года был подписан договор между Южной Кореей и Японией, который привел к нормализации дипломатических отношений и установлению дипломатического признания.
Подписание договора вызвало протесты со стороны оппозиции, которая называла его «договором унижения». В результате, 14 августа 1965 года правящая Демократическая республиканская партия приняла решение о ратификации договора самостоятельно.

### Третья республика и перевыборы
В 1967 году президент Пак Чон Хи был переизбран на второй срок, а правящая партия получила более двух третей мест в парламенте, что вызвало опасения по поводу возможности проведения третьего срока. Несмотря на общенациональное сопротивление конституционным изменениям, 14 сентября 1969 года поправки к конституции, предусматривающие возможность третьего президентского срока, были приняты с нарушениями. Пак Чон Хи объявил о своем намерении баллотироваться на третий срок. В качестве кандидата от оппозиции был выдвинут Ким Дэ Чжун от Новой демократической партии.
В ходе предвыборной кампании Ким Дэ Чжун утверждал, что в случае его поражения Пак Чон Хи установит диктатуру и будет править вечно. Несмотря на это, на выборах 1971 года Пак Чон Хи был переизбран, что позволило ему остаться у власти на третий срок. Ким Дэ Чжун, несмотря на поражение, стал главным политическим оппонентом Пак Чон Хи.

### Похищение Ким Дэ Чжуна
В октябре 1972 года Пак Чон Хи провозгласил Юсин, и Ким Дэ Чжун, находившийся на лечении в США, отказался от возвращения на родину и начал борьбу против режима. После создания Ким Дэ Чжуном организации «Ханминтон» правительство Юсин опасалось, что эта группа может превратиться в правительство в изгнании.
8 августа 1973 года Ким Дэ Чжун был похищен агентами Центрального разведывательного управления Республики Корея в номере отеля «Токио Гранде Палас» в Токио. Хотя через пять дней он был освобождён, это событие вызвало большой резонанс внутри страны и за её пределами. Похищение было попыткой восстановить доверие к правительству после инцидента с Юн Гиль Юн, который привёл к отставке главы Центрального разведывательного управления Ли Хван Рэка.
Южнокорейское правительство сразу же отрицало свою причастность к инциденту, но мэрия Токио обнародовала записку от второго секретаря посольства Республики Корея в Токио Ким Дон Уна, написанную под диктовку агентов Центрального разведывательного управления. Это привело к серьёзному ухудшению дипломатических отношений между двумя странами.
В ноябре премьер-министр Республики Корея Ким Джон Пхиль прибыл в Японию с письмом от президента и смог урегулировать ситуацию. Однако в Японии усилились антиправительственные настроения, а Республика Корея оказалась в дипломатической изоляции.

## Хронология событий

### Попытка покушения на президента
15 августа 1974 года в 10:10 утра в Национальном театре Кореи в Чондон-гу, Сеул, состоялось празднование 29-й годовщины Дня освобождения. Во время выступления президента Пак Чон Хи, которое началось в 10:23, в зале раздался выстрел.
Выстрел произвёл Мун Се Гван, который сначала промахнулся, попав в своё бедро, но затем продолжил беспорядочно стрелять в направлении сцены. Директор службы охраны Пак Джон Гю немедленно бросился на защиту, а президент Пак Чон Хи укрылся за пуленепробиваемой трибуной и остался невредим.
В результате стрельбы одна из участниц хора, студентка 2-го курса школы искусств и промышленности «Сёндон», Чан Бон Хва (род. 1957), была ранена охранником и скончалась.
Мун Се Гван, продолжая бежать к сцене, споткнулся о ногу сидевшего в зале налогового инспектора Ли Дэ Сана. В 10:30 охранники задержали стрелявшего. Раненую в голову Юк Ён Су отправили в больницу Сеульского национального университета.
После того как ситуация на месте происшествия была в некоторой степени стабилизирована, президент Пак Чон Хи продолжил своё выступление, и празднование Дня освобождения завершилось.

### Смерть Юк Ён Су
Скорая помощь, в которой находилась Юк Ён Су, прибыла в Национальный театр Кореи через 9 минут после инцидента — в 10:32. Под руководством заведующего отделением неотложной помощи доктора Ким Джинбока были проведены экстренные меры, включая остановку кровотечения, кислородную терапию и противошоковую терапию, в течение более 10 минут.
С 11:00 утра до 16:20 того же дня Юк Ён Су находилась под операцией на мозге, которую проводил нейрохирург Чхве Гильсу. Это была обширная операция, для которой потребовалось переливание крови всех групп AB из близлежащих больниц и Красного Креста. Было перелито 400 мл крови в 148 пакетах. Однако, несмотря на все усилия, Юк Ён Су не удалось спасти, поскольку пуля повредила одну из крупнейших вен мозга.
На следующий день после инцидента Чхве Гильсу выразил сожаление, заявив: «Если бы пуля сместилась всего на 5 мм в сторону, её можно было бы спасти». После операции президент Пак Чон Хи посетил палату Юк Ён Су и провёл с ней около 20–30 минут. Юк Ён Су скончалась в тот же день в возрасте 48 лет.

### Похороны
Вечером 10 октября 1974 года пресс-секретарь Голубого дома, Ким Сон Джин, официально объявил о смерти Юк Ён Су. На момент смерти в больничной палате находились её муж Пак Чон Хи, сестра Юк Ён Су, младшая дочь Пак Кын Хен и сын Пак Джи Ман. Старшая дочь Пак Кын Хе находилась на учёбе во Франции и получила срочное сообщение о необходимости немедленно вернуться домой. В аэропорту она узнала о смерти матери. В своих мемуарах Пак Кын Хк позже описала своё состояние как «шок, как будто через всё моё тело пропустили десятки тысяч вольт электричества».
Покойная была похоронена в Президентском мемориальном комплексе в Сеуле 19 августа 1974 года. После церемонии похорон Пак Кын Хе приступила к исполнению обязанностей первой леди. Её младший брат Пак Джи Ман, который на тот момент был учеником первого класса, из-за проблем с успеваемостью отказался от поступления в Сеульский национальный университет и по рекомендации учителя поступил в Военную академию Республики Корея.

## Реакция

### Северная Корея
В ходе беседы с редактором японской газеты «Майнити симбун» Ким Ир Сен заявил:
Однако некоторые представители власти Южной Кореи поступают иначе, занимаясь предательством страны и народа. Южнокорейские реакционеры выдумывают различные «инциденты», чтобы создать предлог для разжигания антикоммунистических настроений. Они не только сфабриковали «инцидент в Тэгу», но и придумали так называемое «дело Мун Се Гвана». «Дело Мун Се Гвана» было создано южнокорейскими властями для подавления Ассоциации северокорейских граждан в Японии. Японская полиция также провела расследование и установила, что Ассоциация не знала Мун Се Гвана. Аналогично и с «инцидентом в Тэгу»《金日成答外国记者问2》299页，外国文出版社，平壤，1977年.

### Япония
Инцидент привёл к обострению отношений между Японией и Южной Кореей после их нормализации. Ситуация достигла точки, когда возникла угроза разрыва дипломатических отношений.
Южная Корея выразила недовольство по поводу недостаточного расследования японской стороной дела Мун Се Гвана, а также управления Ассоциацией северокорейский граждан в Японии. Южная Корея потребовала от Японии объяснить выдачу Мун Се Гвану японского паспорта и провести тщательное расследование деятельности японских сторонников внутри Ассоциации, включая генерального секретаря её токийского отделения Ким Хак Рёна. Также было выдвинуто требование о роспуске Ассоциации северокорейских граждан в Японии.
30 августа 1974 года президент Южной Кореи Пак Чон Хи даже пригрозил японскому послу, что если Япония не проявит должной активности, то Базовый договор об отношениях между Японией и Кореей окажется под угрозой. Это было явным предупреждением Японии: если сотрудничество не будет усилено, Южная Корея готова пойти на разрыв отношений. Внутри Южной Кореи усилились антияпонские настроения, что привело к нападениям на японские дипломатические учреждения.
В сентябре 1974 года заместитель председателя Либерально-демократической партии Японии Тацуо Мацумото посетил Южную Корею и передал личное письмо премьер-министра Японии Какуэя Танаки. Устные договорённости позволили урегулировать дипломатический конфликт между странами.
На суде в Японии Ким Хак Рён был оправдан из-за отсутствия доказательств вины. Ёсико Кии была признана виновной в нарушении Закона о паспортах и других преступлениях и приговорена к трём годам тюремного заключения с отсрочкой исполнения на один год.
20 января 2005 года Министерство иностранных дел и торговли Южной Кореи обнародовало документы, связанные с инцидентом, произошедшим 15 августа 1974 года, когда было совершено нападение на бывшего президента Южной Кореи Пак Чон Хи. Согласно правилам публикации дипломатических документов, эти материалы, пролежавшие 30 лет, были переданы в Институт внешней политики и безопасности Сеула для публичного ознакомления.
В тот день было обнародовано 15 томов документов, содержащих более 3000 страниц, связанных с инцидентом нападения на бывшего президента Южной Кореи Пак Чон Хи.